# Лорен Олівер
Лорен Олівер (англ. Lauren Oliver; 8 листопада 1982) — американська письменниця.

## Життєпис

### Дитинство та родина
Лорен народилася в 1982 році в Нью-Йорку в родині письменників. В дитинстві вона проживала в містечку Вестчестер в штаті Нью-Йорк. Батько Лорен — Гарольд Шехтер — автор документальних книг про серійних убивць минулого і історичних детективів про Едгара По, викладач американської літератури і популярної культури в Нью-Йоркському університеті. Мати — Кіміко Хан — поетеса, сценаристка і професорка у тому ж університету. Має старшу сестру Ліззі.
В дитинстві вона любила читати книжки і часто сама дописувала кінцівки. Згодом стала писати свої історії. Також Лорен займалася балетом, малюванням, живописом, складанням колажів, любить куховарити.

### Навчання
Вона закінчила коледж в Чикаго, де вивчала філософію та літературу. У Нью-Йоркському університеті Лорен здобула ступінь магістра мистецтв і деякий час працювала як помічник редактора та молодший редактор у великому видавництві.
Лорен проживає в Брукліні, багато подорожує і пише.

### Творчість
Дебютною роботою Лорен став роман для підлітків — Before I Fall / Перш ніж я впаду був опублікований в 2010 році і увійшов досписку бестселерів. У 2011 році у Лорен вийшов наступний роман — Delirium / Деліріум, перший з трилогії (Delirium — Pandemonium — Requiem), написаної в жанрі антиутопії. Восени 2011 року вийшла її перша книга для аудиторії молодшого віку під назвою Liesl & Po / Лайзл і По, з ілюстраціями художниці Kei Acedera / Кей Аседера.